# Monsieur Verdoux – Der Frauenmörder von Paris
Monsieur Verdoux – Der Frauenmörder von Paris (Alternativtitel: Der Heiratsschwindler von Paris, Originaltitel: Monsieur Verdoux) ist eine gesellschaftskritische schwarze Komödie von Charlie Chaplin aus dem Jahr 1947.

## Handlung
Im Frankreich der 1930er Jahre während der Weltwirtschaftskrise: Der Film erzählt von dem arbeitslosen Bankangestellten Henri Verdoux und dessen soziopathischen Methoden, Geld zu verdienen. Obwohl loyal und kompetent in seiner Tätigkeit bei einer Bank, wurde Verdoux mit Beginn der Wirtschaftskrise entlassen. Um seinen Unterhalt zu sichern, heiratet er reiche Witwen fortgeschrittenen Alters oder liiert sich mit ihnen, um sich anschließend ihr Geld anzueignen und sie schließlich zu ermorden. Gleich zu Beginn der Handlung fällt ihm ein Mitglied der Familie Couvais zum Opfer, später eine weitere unsympathische Witwe namens Lydia Floray. Das Geld von den Raubzügen verwendet er für seine „echte“, gehbehinderte Frau Mona und ihren gemeinsamen Sohn, damit diese auf dem Lande ein sorgenfreies und glückliches Leben führen können. Mona weiß nichts von seinen Taten, beschwert sich aber (wie auch alle falschen Frauen), dass Verdoux immer so schnell wieder fortmüsse. Dabei erscheint Verdoux stets als gutgekleideter, zuvorkommender Gentleman, der eigentlich überzeugter Pazifist und Vegetarier ist und sogar kleine Raupen nicht tottreten will, während er sein letztes Opfer gerade im Ofen zu Asche verbrennen lässt.
Von seinem Freund, dem Wissenschaftler Maurice Bottello, erfährt Verdoux von einem neuen Gift: Dieses wirke schnell, tödlich, schmerzfrei und sei außerdem wohl nicht im Körper des Opfers nachzuweisen. Verdoux braut sich das Gift zusammen und will es an einem armen Mädchen ausprobieren, das gerade aus dem Gefängnis entlassen wurde und ihm zufällig auf der Straße begegnete. Er mischt das Gift in ein Weinglas, das er der jungen Frau gibt. Im Gespräch entwickelt Verdoux jedoch zunehmend Sympathie für sie und entdeckt ihren Lebenswillen, weshalb er das Weinglas austauscht und ihr etwas Geld mit auf den Weg gibt. Seinen Giftwein probiert Verdoux stattdessen später am Detektiv Morrow aus, der dem Serienmörder auf seinen Streifzügen gefolgt ist und ihn nun wegen zwölffachen Mordes verhaften will. Tatsächlich ist das Gift nicht nachzuweisen, der Tod von Detektiv Morrow wird als Herzinfarkt deklariert.
Verdouxs Mordversuche an seiner hysterischen „Frau“ Annabelle Bonheur, die ihn für einen Schiffskapitän hält, scheitern dagegen allesamt. Stattdessen benutzt Annabelles Dienstmädchen Annette das Gift als Haarspray, wobei ihr anschließend alle Haare ausfallen. Bei einer anderen Witwe namens Marie Grosnay sind Verdouxs Versuche jedoch nach langem, aggressiven Werben erfolgreich. Beide verloben sich, doch bei der Hochzeit zwischen Marie und Verdoux erscheint zu dessen Unglück auch Annabelle Bonheur, weshalb Verdoux von der Hochzeit flüchten muss. Die Polizei kennt nun jedoch das Aussehen von Verdoux und hat ihn als Blaubart identifiziert.
Nach einem Börsencrash verliert Monsieur Verdoux fast sein gesamtes Vermögen, das er in Aktien angelegt hatte. Wenig später sterben auch Verdouxs Frau und Kind. Gebrochen zieht sich der alternde Verdoux von seinem „Beruf“ zurück und verlebt die nächsten Jahre, ohne von der Polizei entdeckt zu werden. Eines Tages trifft er die junge Frau wieder, der er einst das Gift verabreichen wollte. Sie ist inzwischen die Geliebte eines Rüstungsfabrikanten, der sehr gut verdient. Bitter erkennt Verdoux, dass die Rüstungsindustrie vielleicht ein besseres Investment für ihn gewesen wäre. Durch das Gespräch mit der jungen Frau in einem Restaurant wird er geläutert. Im Restaurant wird Verdoux von zwei Mitgliedern der Familie Couvais erkannt, deren Schwester er einst getötet hatte. Er lässt sich schließlich von der Polizei festnehmen. Im Prozess verteidigt er seine Taten als nicht schlimmer als das normale Tagwerk von Geschäftsleuten und Soldaten, die ebenfalls im Krieg oder im Kapitalismus töten. Verdoux, der seine Geschichte dem Zuschauer vom Grabstein aus erzählt hatte, wird schließlich im Jahre 1937 exekutiert.

## Synchronisation
Die deutsche Synchronfassung entstand 1952 bei der Berliner Synchron. Axel von Ambesser schrieb das Dialogbuch und Franz-Otto Krüger führte Regie. Ursprünglich wollte man Erich Kästner als Dialogbuchautoren gewinnen. Dieser lehnte aber entschieden ab, da ihm die Arbeit schon bei Alles über Eva zu aufwendig und kompliziert war.
| Rolle                   | Darsteller       | Synchronsprecher           |
| ----------------------- | ---------------- | -------------------------- |
| Henri Verdoux           | Charlie Chaplin  | Axel von Ambesser          |
| Mona Verdoux            | Mady Correll     | Charlotte Radspieler       |
| Peter Verdoux           | Allison Roddan   | Rudolf Wagner-Brausewetter |
| Maurice Bottello        | Robert Lewis     | Alfred Balthoff            |
| junge Frau im Regen     | Marilyn Nash     | Gudrun Genest              |
| Annabelle Bonheur       | Martha Raye      | Eva Eras                   |
| Marie Grosnay           | Isobel Elsom     | Erna Sellmer               |
| Lydia Floray            | Margaret Hoffman | Ursula Krieg               |
| Annette, Dienstmädchen  | Ada May          | Edith Schollwer            |
| Yvonne, Maries Freundin | Helene Heigh     | Friedel Schuster           |
| Maries Häusermarkler    | Arthur Hohl      | Georg Gütlich              |
| Jean La Salle           | William Frawley  | Siegfried Schürenberg      |
| Blumenhändlerin         | Barbara Slater   | Alice Prill                |
| Pierre Couvais          | Irving Bacon     | Willi Rose                 |
| Jean Couvais            | Edwin Mills      | Klaus Schwarzkopf          |
| Carlotta Couvais        | Virginia Brissac | Renée Stobrawa             |
| Lena Couvais            | Almira Sessions  | Elke Haedrich              |
| Phoebe Couvais          | Eula Morgan      | Camilla Spira              |
| Gefängnispfarrer        | Fritz Leiber Sr. | Paul Bildt                 |
| Detective Morrow        | Charles Evans    | Walter Suessenguth         |
| Polizeichef             | Bernard Nedell   | Martin Held                |

## Produktion
Das Drehbuch nach einer Idee von Orson Welles war inspiriert vom Fall des Serienmörders Henri Désiré Landru. Die Prämisse der Handlung wurde von Kritikern als „Mord ist die logische Erweiterung des Kapitalismus“ gedeutet; die Hauptfigur tötet für Verdienst, somit ist er (von seinem Standpunkt) kein Mörder. Welles bemühte sich, den Film mit Chaplin als Star zu inszenieren, aber Chaplin stieg in letzter Minute mit der Äußerung aus, er habe noch nie unter fremder Regie gestanden und wolle jetzt nicht damit anfangen. Stattdessen kaufte Chaplin das Skript von Welles, schrieb Teile neu und erwähnte Welles nur für die Idee. Eine andere Geschichte legt nahe, dass Welles, obwohl das Skript erst noch geschrieben werden musste, Chaplin für die Hauptrolle wollte. Chaplin beschloss, er wolle kein Skript mit Welles schreiben müssen, und zog sich zurück. Überdies bestand Welles darauf, einen Film-Credit für die Handlungsidee von Verdoux zu bekommen, wenn er dies nach einer Vorführung wünsche.
Monsieur Verdoux war für Chaplin ein ungewöhnlicher Film und läutete sein Spätwerk ein. In der ungewohnt aggressiven, schwarzen Komödie spielt auch Chaplins Tramp nicht mehr die Hauptrolle.
Da der Film ein Tonfilm ist, gibt es sowohl Dialogwitz als auch körpersprachlichen Humor. Chaplin neigte zur Arbeit mit einer ausgewählten Gruppe von Schauspielern, die exklusiv in Chaplins Filmen auftraten. Monsier Verdoux, atypisch für einen Chaplin-Film, zeigt einige bekannte Hollywood-Darsteller wie Martha Raye, William Frawley und Fritz Leiber. Gerüchte haben überdauert, dass Chaplins weiblicher Favorit aus der Zeit zwischen 1915 und 1923, Edna Purviance, einen Cameo-Auftritt in diesem Film absolviert. Chaplin-Biograph David Robinson schrieb, Purviance kam kurz in die Chaplin-Studios zurück, und bereitete sich für eine kleine Rolle in Verdoux vor, ging aber tatsächlich nie vor die Kamera.

## Aufnahme

### Publikumserfolg
Mit der ersten Aufführung schnitt er in den Vereinigten Staaten miserabel ab. Der Film und seine düsteren Themen passten nicht zum politischen und kulturellen Klima der USA dieser Zeit, und Chaplins öffentliches Image war durch mehrere Skandale und politische Kontroversen vor Erscheinen beschädigt. Chaplin war einer ungewöhnlich feindseligen Behandlung der Presse ausgesetzt, während er für den Streifen warb, und während der kurzen Spielzeit kam es sogar zu einigen Boykotten.
In Europa wurde der Film besser aufgenommen. Der Film wurde in der Bundesrepublik Deutschland erstmals am 6. Juni 1952 unter dem Titel „Der Heiratsschwindler von Paris“ aufgeführt. Die Filmbewertungsstelle Wiesbaden vergab das „Prädikat besonders wertvoll“.
Seit damals hat er genug Sympathie erworben, um als Kultfilm bezeichnet zu werden. Die Gruppe der Chaplin-Fans zerfällt ob der Qualität des Films in Lager. Sein dunkler Humor, so auffällig anders als Chaplins übliche Sentimentalität, wird heute eher gewürdigt.

### Kritiken
Nachdem der Film von Kritikern bei seiner Premiere gemischt aufgenommen worden ist, hat sich für Monsieur Verdoux heute eine positive Meinung durchgesetzt. Beim Kritikerportal Rotten Tomatoes besitzt der Film eine überragende Wertung von 97 %, wobei die einzige negative Kritik dort aus dem Entstehungsjahr des Filmes kommt.

„Aggressive und makabre Komödie, in der Charles Chaplin brillant und in polemischer Zuspitzung die Gesellschaft und ihre Doppelmoral bloßstellt. Zur Entstehungszeit bei Publikum und Kritik durchgefallen, fand der Film erst Jahrzehnte später angemessene Würdigung. […] – Sehenswert“

## Wichtige Preise und Nominierungen
- 1947: NBR Award, USA – Preisträger Bester Film
- 1948: Oscar – Nominiert Bestes Originaldrehbuch